# 原子力防災組織
原子力防災組織（げんしりょくぼうさいそしき）は、日本の原子力災害対策特別措置法において規定されている原子力事業者に対して、設置することが義務付けられている自衛の防災組織である。関連する組織として石油コンビナート等災害防止法に規定される自衛防災組織などがある。
2007年7月の新潟県中越沖地震の際、多くの原子力発電所で自衛消防隊がパートタイマーであった（常勤部隊を持つ施設はゼロに近かった）ことが発覚し、問題になっている。

## 原子力事業者並びに原子力防災組織の義務
原子力事業者は、業務上原子力を扱う事業者のことであり、原子力事業所とは原子力事業者が原子炉の運転等を行う工場又は事業所のことを指す。原子力事業者の組織はその管理運営に万全を期すことが当然に求められるが、具体的には、原子力災害予防対策、緊急事態応急対策及び原子力災害事後対策その他の原子力災害の発生及び拡大を防止すること、並びに原子力災害の復旧を図るために必要な業務に関して、原子力事業者防災業務計画を作成する義務が課せられている。この計画策定にあたっては、災害対策基本法に定める地方公共団体の地域防災計画及び石油コンビナート等災害防止法第31条第1項に規定する石油コンビナート等防災計画に抵触しない内容にしなければならないとされる。
また、原子力防災要員、放射線測定設備や資機材の設備を整えた上、その旨を主務官庁に届け出る義務のほか、国、地方公共団体等の関係機関との連携、防災訓練、原子力事業者による通報義務など、その事業の特性及び危険度の高さから詳細かつ厳格な規制が定められている。
しかし近年、原子力事故が相次いでいることから、事業者の管理体制・経営体質がしばしば問われた。また、自然災害やヒューマンエラー、有事などの大規模災害に備えるマルチハザード対策も急がれており、災害対策基本法、いわゆる国民保護法の観点からも国、地方公共団体はじめ関係機関と事業者の連携が一層重視されている。

## 関連法

### 原子力災害対策特別措置法
- 第8条 原子力事業者は、その原子力事業所ごとに、原子力防災組織を設置しなければならない。
- 2 原子力防災組織は、前条第1項の原子力事業者防災業務計画に従い、同項に規定する原子力災害の発生又は拡大を防止するために必要な業務を行う。
- 3 原子力事業者は、その原子力防災組織に、主務省令で定めるところにより、前項に規定する業務に従事する原子力防災要員を置かなければならない。
- 4 原子力事業者は、その原子力防災組織の原子力防災要員を置いたときは、主務省令で定めるところにより、その現況について、主務大臣、所在都道府県知事、所在市町村長及び関係隣接都道府県知事に届け出なければならない。この場合において、所在都道府県知事及び関係隣接都道府県知事は、関係周辺市町村長に当該届出に係る書類の写しを送付するものとする。
- 5 主務大臣は、原子力事業者が第1項又は第3項の規定に違反していると認めるときは、当該原子力事業者に対し、原子力防災組織の設置又は原子力防災要員の配置を命ずることができる。
- 第9条 原子力事業者は、その原子力事業所ごとに、原子力防災管理者を選任し、原子力防災組織を統括させなければならない。
- 2 原子力防災管理者は、当該原子力事業所においてその事業の実施を統括管理する者をもって充てなければならない。
- 3 原子力事業者は、当該原子力事業所における原子力災害の発生又は拡大の防止に関する業務を適切に遂行することができる管理的又は監督的地位にある者のうちから、副原子力防災管理者を選任し、原子力防災組織の統括について、原子力防災管理者を補佐させなければならない。
- 第11条 原子力事業者は、主務省令で定める基準に従って、その原子力事業所内に前条第1項前段の規定による通報を行うために必要な放射線測定設備を設置し、及び維持しなければならない。
- 2 原子力事業者は、その原子力防災組織に、当該原子力防災組織がその業務を行うために必要な放射線障害防護用器具、非常用通信機器その他の資材又は機材であって主務省令で定めるもの（以下「原子力防災資機材」という。）を備え付け、随時、これを保守点検しなければならない。
- 3 原子力事業者は、第1項の規定により放射線測定設備を設置し、又は前項の規定により原子力防災資機材を備え付けたときは、主務省令で定めるところにより、これらの現況について、主務大臣、所在都道府県知事、所在市町村長及び関係隣接都道府県知事に届け出なければならない。
- 第18条 原子力災害対策本部は、次に掲げる事務をつかさどる。
  - 一 緊急事態応急対策実施区域において指定行政機関の長、指定地方行政機関の長、地方公共団体の長その他の執行機関、指定公共機関、指定地方公共機関及び原子力事業者の原子力防災組織が防災計画又は原子力事業者防災業務計画に基づいて実施する緊急事態応急対策の総合調整に関すること。
- 第25条 原子力防災管理者は、その原子力事業所において第10条第1項の政令で定める事象が発生したときは、直ちに、原子力事業者防災業務計画の定めるところにより、当該原子力事業所の原子力防災組織に原子力災害の発生又は拡大の防止のために必要な応急措置を行わせなければならない。

### 災害対策基本法（関連部分の抜粋）
- 第5条 市町村は、基礎的な地方公共団体として、当該市町村の地域並びに当該市町村の住民の生命、身体及び財産を災害から保護するため、関係機関及び他の地方公共団体の協力を得て、当該市町村の地域に係わる防災に関する計画を作成し、及び法令に基づきこれを実施する責務を有する。
- 2 市町村長は、前項の責務を遂行するため、消防機関、水防団等の組織の整備並びに当該市町村の区域内の公共的団体等の防災に関する組織及び住民の隣保協同の精神に基づく自発的な防災組織（第8条第2項において「自主防災組織」という。）の充実を図り、市町村の有するすべての機能を十分に発揮するように努めなければならない。

### 武力攻撃事態等における国民の保護のための措置に関する法律（関連部分のみ抜粋）
- 第105条 原子力防災管理者（原子力災害対策特別措置法（平成11年法律第156号）第9条第1項の原子力防災管理者をいう。第192条第2号において同じ。）は、武力攻撃に伴って、放射性物質又は放射線が原子力事業所（同法第2条第4号の原子力事業所をいう。第7項において同じ。）外（事業所外運搬（同条第2号の事業所外運搬をいう。以下この項及び第3項において同じ。）の場合にあっては、当該運搬に使用する容器外。第7項において同じ。）へ放出され、又は放出されるおそれがあると認めるときは、政令で定めるところにより、直ちに、その旨を指定行政機関の長（同法第34条第2項に規定する主務大臣に限る。以下この項から第4項まで及び次条において同じ。）、所在都道府県知事（同法第7条第2項の所在都道府県知事をいう。以下この条において同じ。）、所在市町村長（同項の所在市町村長をいう。第3項及び第4項において同じ。）及び関係隣接都道府県知事（同条第2項の関係隣接都道府県知事をいう。以下この条において同じ。）に（事業所外運搬に係る事実の発生の場合にあっては、指定行政機関の長並びに当該事実が発生した場所を管轄する都道府県知事及び市町村長に）通報しなければならない。この場合において、所在都道府県知事及び関係隣接都道府県知事は、関係周辺市町村長（同項の関係周辺市町村長をいう。）にその旨を通報するものとする。
- 2 指定行政機関の長は、前項前段の規定による通報を受けたときは、その国民の保護に関する計画で定めるところにより、直ちに、その旨を対策本部長に報告するとともに、関係指定公共機関に通知しなければならない。
- 3 所在都道府県知事、所在市町村長及び関係隣接都道府県知事（事業所外運搬に係る事実の発生の場合にあっては、当該事実が発生した場所を管轄する都道府県知事及び市町村長。次項において同じ。）は、第1項に規定する事実があると認めるときは、それぞれその国民の保護に関する計画で定めるところにより、直ちに、その旨を指定行政機関の長に通報しなければならない。
- 4 第2項の規定は、指定行政機関の長が第1項に規定する事実があると認めるとき、又は指定行政機関の長が前項の規定による通報を受けたときについて準用する。この場合において、指定行政機関の長は、併せて所在都道府県知事、所在市町村長及び関係隣接都道府県知事並びに原子力事業者（原子力災害対策特別措置法第2条第3号の原子力事業者をいう。第13項において同じ。）に通知しなければならない。
- 5 第1項後段の規定は、所在都道府県知事及び関係隣接都道府県知事が前項後段の規定による通知を受けた場合について準用する。この場合において、第1項後段中「通報する」とあるのは、「通知する」と読み替えるものとする。